# Rephlex Records
Rephlex Records war ein 1991 vom Musiker Richard D. James (Aphex Twin) und Grant Wilson-Claridge gegründetes Plattenlabel für Elektronische Musik, das bis zum Jahr 2014 bestand.

## Geschichte
James und Wilson-Claridge arbeiteten beide ab 1989 als DJs im Club The Bowgie in der Nähe von Newquay in Cornwall. Zusammen fassten sie den Entschluss, zunächst für ihren Freundeskreis James eigene Musik als Schallplatten zu veröffentlichen. Nachdem James als Aphex Twin mit seinen Veröffentlichungen Didgeridoo und der Xylem Tube EP auf anderen Labeln wie R&S Records erste überregionale Erfolge hatte, zog das Label 1992 nach London um. Mit seinen nächsten Veröffentlichungen auf Warp Records begründete James seinen Ruhm als Vorreiter der Intelligent Dance Music (IDM). Sein kommerzieller Durchbruch als Musiker sorgte auch für einen ungeahnten Popularitätsschub des von ihm betriebenen Kleinstlabels.
In der Folgezeit erschienen auf Rephlex Records neben James’ eigenen Veröffentlichungen als AFX oder Caustic Window zahlreiche stilprägende Werke von Künstlern wie den Drill-’n’-Bass-Musikern Thomas Jenkinson (Squarepusher, Chaos A.D.) und Luke Vibert (Amen Andrews, Vibert/Simmonds), dem Elektro-Synthpop-Pionier Ed Upton (DMX Krew), der Easy-Listening-Band The Gentle People und der deutschen Bitpop-Gruppe Bodenständig 2000. Auf Rephlex erschienen weiterhin einige Remastered-Wiederveröffentlichungen früher Werke der Acid-House- und IDM-Bands 808 State und The Future Sound of London.
Zur Beschreibung der meist schwer kategorisierbaren Veröffentlichungen wurde die Stilbezeichnung „Braindance“ geprägt. Rephlex Records’ eigene Definition des „Braindance“ lautet:
„Braindance is the genre that encompasses the best elements of all genres, e.g traditional, classical, electronic music, popular, modern, industrial, ambient, hip hop, electro, house, techno, breakbeat, hardcore, ragga, garage, drum and bass, etc.“.
Die Veröffentlichungspolitik des Labels war ansonsten nicht besonders stringent. Laut James fanden die Betreiber längerfristige Verträge „albern“. Von einigen Künstlern erschienen nur ein oder zwei Alben, bevor diese zu anderen Labeln wechselten. Andere Platten wurden jahrelang angekündigt, bevor sie endgültig erschienen. Seit Gründung wurden mehr als 200 Alben, EPs und Singles veröffentlicht.
Das Label wurde nach Aussagen von James 2014 aufgegeben.

## Künstler (Auswahl)
- AFX (Pseudonym von Aphex Twin)
- Bochum Welt
- Bodenständig 2000
- Bogdan Raczynski
- Ceephax Acid Crew
- Cylob
- D’Arcangelo
- DMX Krew
- Drexciya
- The Gentle People
- Global Goon
- hecker
- The Kosmik Kommando
- The Lisa Carbon Trio (Lisa Carbon, Peter Kuhlmann, Uwe Schmidt)
- Luke Vibert
- Seefeel
- Squarepusher
- The Tuss (höchstwahrscheinlich ein weiteres Pseudonym von Aphex Twin)
- Universal Indicator
- Wisp